# Fonbeauzard
Fonbeauzard (Fontbausard en occitan) est une commune française située dans le nord du département de la Haute-Garonne, en région Occitanie.
Ses habitants sont appelés les Bauzifontins.
Fonbeauzard est une commune urbaine qui compte 3 086 habitants en 2022, après avoir connu une forte hausse de la population depuis 1975. Elle appartient à l'unité urbaine de Toulouse et fait partie de l'aire d'attraction de Toulouse. Ses habitants sont appelés les Bauzifontins ou  Bauzifontines.
Le patrimoine architectural de la commune comprend un immeuble protégé au titre des monuments historiques : le château, inscrit en 1994.

## Géographie

### Localisation
La commune de Fonbeauzard se trouve dans le département de la Haute-Garonne, en région Occitanie.
Sur le plan historique et culturel, Fonbeauzard fait partie du pays toulousain, une ceinture de plaines fertiles entrecoupées de bosquets d'arbres, aux molles collines semées de fermes en briques roses, inéluctablement grignotée par l'urbanisme des banlieues.
Elle se situe à 8 km à vol d'oiseau de Toulouse, préfecture du département, et à 2 km de Castelginest, bureau centralisateur du canton de Castelginest dont dépend la commune depuis 2015 pour les élections départementales.
La commune fait en outre partie du bassin de vie de Toulouse.
Les communes les plus proches sont : 
Aucamville (0,9 km), Castelginest (1,8 km), Launaguet (2,0 km), Saint-Alban (2,2 km), Fenouillet (3,1 km), Pechbonnieu (4,1 km), Saint-Loup-Cammas (4,3 km), Saint-Geniès-Bellevue (4,4 km).
Fonbeauzard est limitrophe de quatre autres communes.
Les communes limitrophes sont Castelginest, Aucamville, Launaguet et Saint-Alban.
| Saint-Alban | Castelginest |           |
|             | Fonbeauzard  | Launaguet |
| Aucamville  |              |           |

### Géologie et relief
La superficie de la commune est de 132 hectares ; son altitude varie de 127  à   135 mètres.

### Hydrographie
Elle est drainée par l'Hers-Mort, le ruisseau de Carles et par un petit cours d'eau, constituant un réseau hydrographique de 1 km de longueur totale,.
L'Hers-Mort, d'une longueur totale de 89,3 km, prend sa source dans la commune de Laurac (11) et s'écoule du sud-est vers le nord-ouest. Il traverse la commune et se jette dans la Garonne à Grenade, après avoir traversé 40 communes.

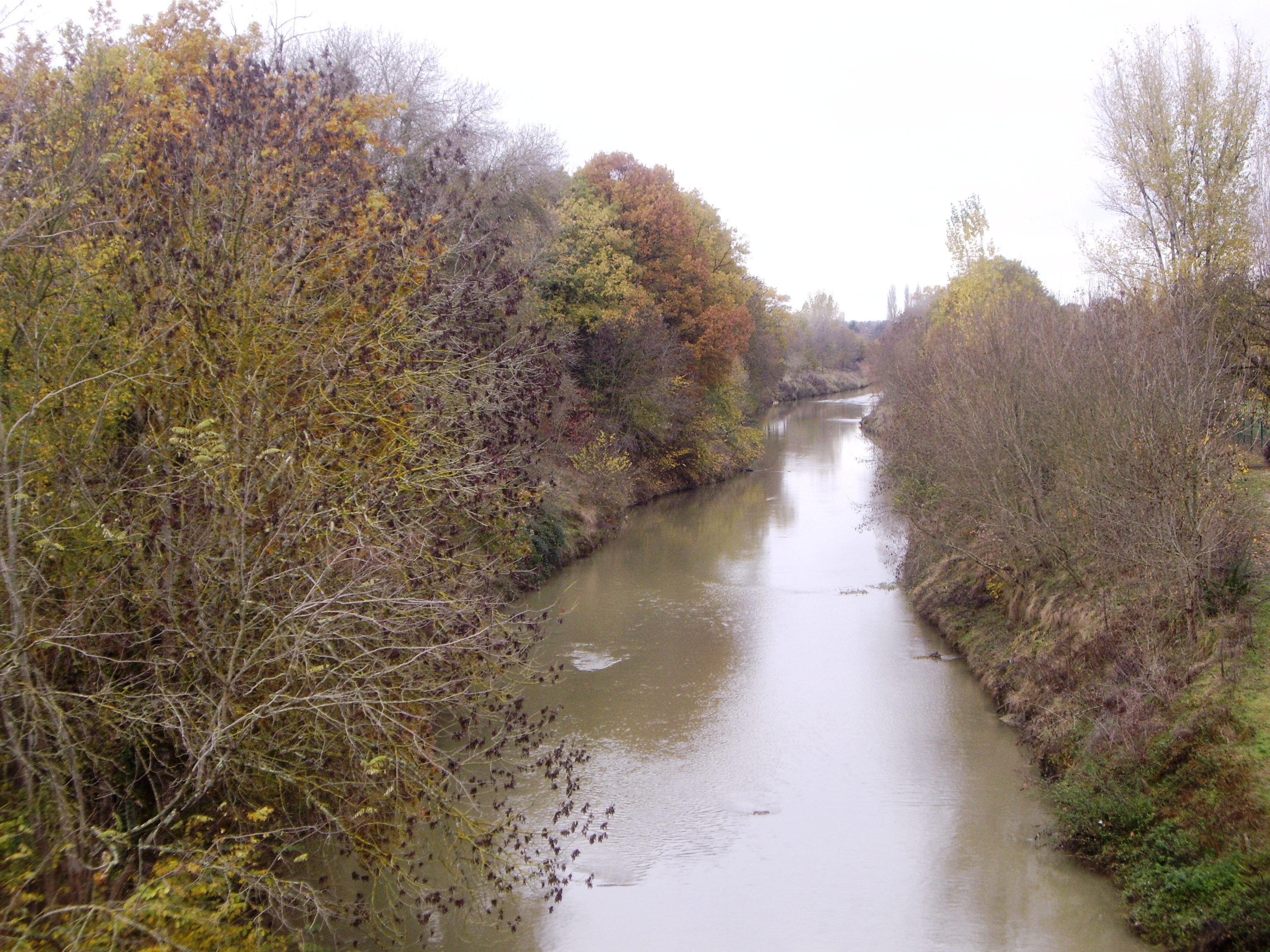
L'Hers-Mort.
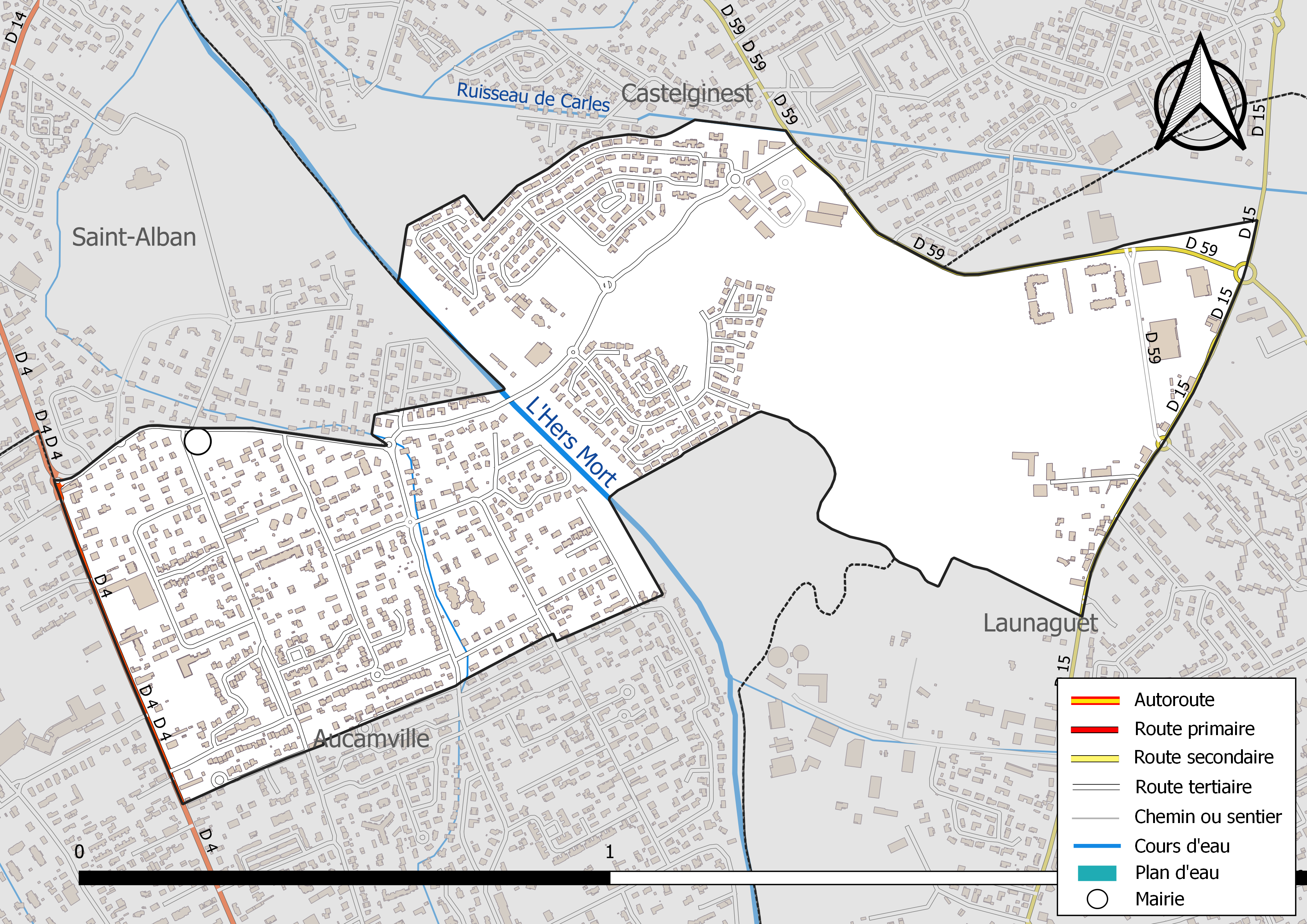
Réseaux hydrographique et routier de Fonbeauzard.

### Climat
Pour des articles plus généraux, voir Climat de l'Occitanie et Climat de la Haute-Garonne.
En 2010, le climat de la commune est de type climat du Bassin du Sud-Ouest, selon une étude s'appuyant sur une série de données couvrant la période 1971-2000. En 2020, Météo-France publie une typologie des climats de la France métropolitaine dans laquelle la commune est exposée à un climat océanique altéré et est dans la région climatique Aquitaine, Gascogne, caractérisée par une pluviométrie abondante au printemps, modérée en automne, un faible ensoleillement au printemps, un été chaud (19,5 °C), des vents faibles, des brouillards fréquents en automne et en hiver et des orages fréquents en été (15 à 20 jours).
Pour la période 1971-2000, la température annuelle moyenne est de 13,4 °C, avec une amplitude thermique annuelle de 15,9 °C. Le cumul annuel moyen de précipitations est de 714 mm, avec 9,8 jours de précipitations en janvier et 5,5 jours en juillet. Pour la période 1991-2020, la température moyenne annuelle observée sur la station météorologique la plus proche, située sur la commune de Blagnac à 6 km à vol d'oiseau, est de 14,2 °C et le cumul annuel moyen de précipitations est de 627,0 mm,. Pour l'avenir, les paramètres climatiques de la commune estimés pour 2050 selon différents scénarios d’émission de gaz à effet de serre sont consultables sur un site dédié publié par Météo-France en novembre 2022.

### Milieux naturels et biodiversité
Aucun espace naturel présentant un intérêt patrimonial n'est recensé sur la commune dans l'inventaire national du patrimoine naturel,,.

## Urbanisme

### Typologie
Au 1er janvier 2024, Fonbeauzard est catégorisée grand centre urbain, selon la nouvelle grille communale de densité à sept niveaux définie par l'Insee en 2022.
Elle appartient à l'unité urbaine de Toulouse, une agglomération inter-départementale regroupant 81  communes, dont elle est une commune de la banlieue,,. Par ailleurs la commune fait partie de l'aire d'attraction de Toulouse, dont elle est une commune du pôle principal,. Cette aire, qui regroupe 527 communes, est catégorisée dans les aires de 700 000 habitants ou plus (hors Paris),.

### Occupation des sols

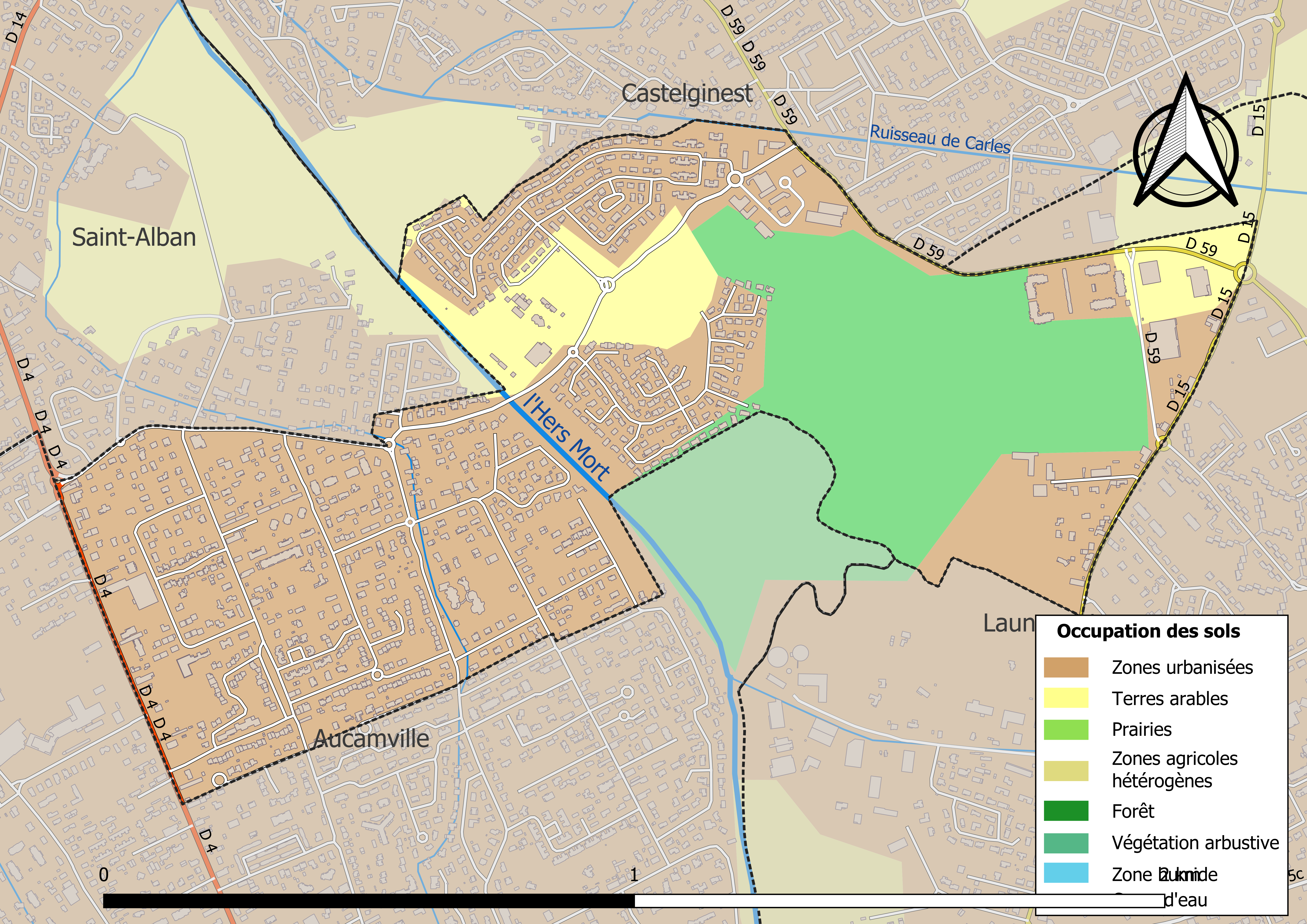
Carte des infrastructures et de l'occupation des sols de la commune en 2018 (CLC).

L'occupation des sols de la commune, telle qu'elle ressort de la base de données européenne d’occupation biophysique des sols Corine Land Cover (CLC), est marquée par l'importance des territoires artificialisés (66,5 % en 2018), en augmentation par rapport à 1990 (59,9 %). La répartition détaillée en 2018 est la suivante : 
zones urbanisées (66,5 %), milieux à végétation arbustive et/ou herbacée (23,8 %), terres arables (9,8 %). L'évolution de l’occupation des sols de la commune et de ses infrastructures peut être observée sur les différentes représentations cartographiques du territoire : la carte de Cassini (XVIIIe siècle), la carte d'état-major (1820-1866) et les cartes ou photos aériennes de l'IGN pour la période actuelle (1950 à aujourd'hui).

### Quartiers

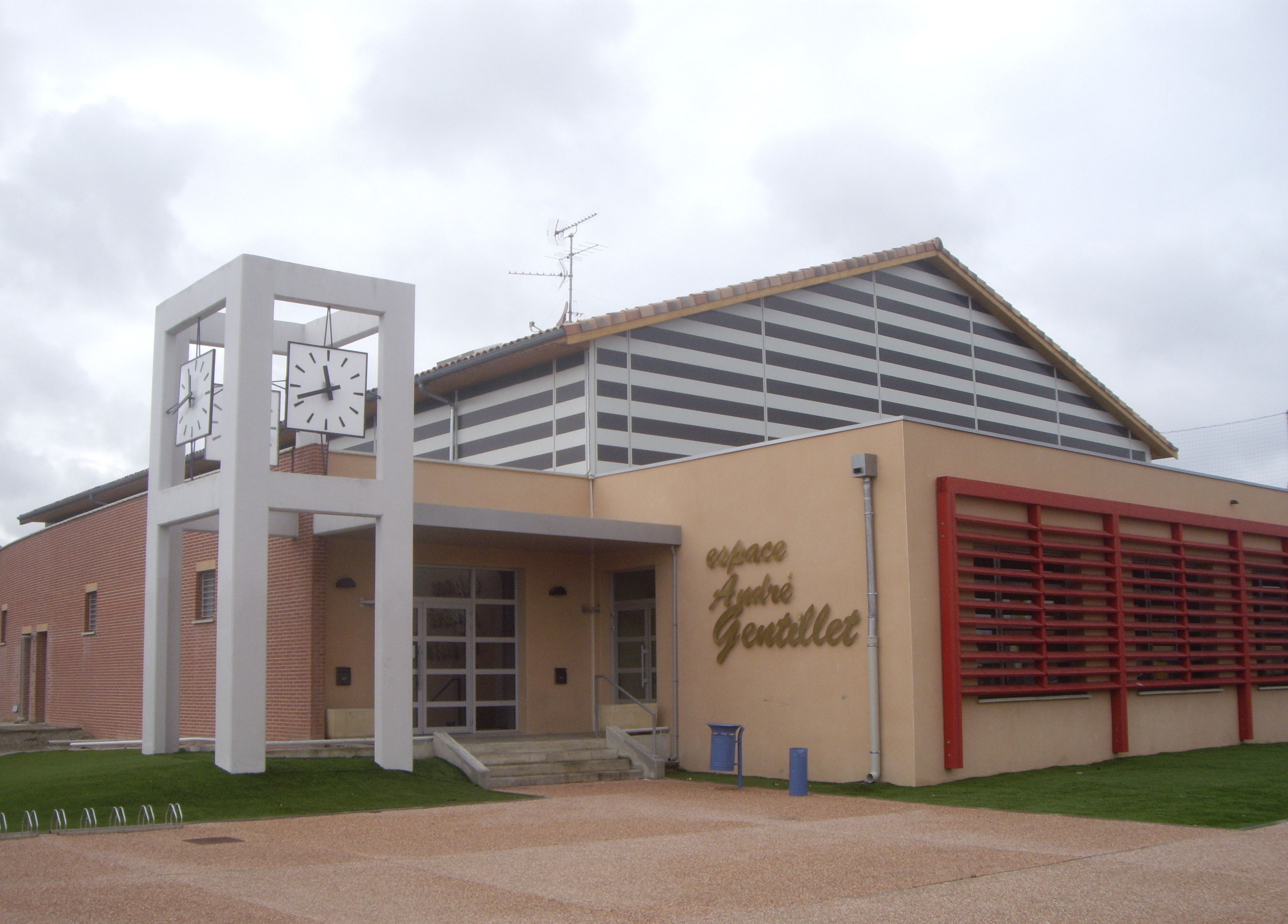
La nouvelle salle polyvalente implantée à Clairefontaine.

Fonbeauzard a la particularité de ne pas s'articuler autour d'un centre-ville à proprement parler. En effet la commune dans sa morphologie est dépourvue de noyau central formé généralement par une église et des petits commerces comme c'est le cas pour la plupart des communes françaises.
La commune est divisée en plusieurs quartiers qui ont su évoluer avec l'urbanisation :
- à l'ouest, le petit Fonbeauzard (ancienne zone maraîchère, largement urbanisée de nos jours) où se trouve la mairie ;
- à l'est, Clairefontaine où a été construit la nouvelle salle des fêtes (Espace André Gentillet, avenue Jean Mermoz 43° 40′ 52″ N, 1° 26′ 05″ E) ;
- à l'extrême-est se situe le vieux-Fonbeauzard (le centre du village autrefois) où se trouve le château de Fonbeauzard ; par ailleurs, cette partie de la commune est accessible depuis septembre 2010 par une voie à double sens qu'utilisent depuis quelque temps les bus Tisséo ligne 61 (sur le site propre traversant le bois de Clairefontaine) afin de traverser Fonbeauzard et d'accéder aux communes voisines de Launaguet et Castelginest en un temps record (autrefois, il fallait contourner les communes de Launaguet ou Castelginest pour accéder au vieux Fonbeauzard).

L’aménagement de la zone des 4 saisons rue Georges Brassens est en cours, auquel s'y sont ajoutés 54 nouveaux logements, et de futurs artisans notamment une boulangerie, un coiffeur, une esthéticienne, une pizzeria, etc.

### Voies de communication et transports
- La ligne 29 du réseau Tisséo permet de rejoindre le centre ville de Toulouse et les stations de métro Barrière de Paris  , Minimes - Claude Nougaro  , Jeanne d'Arc  , Jean Jaurès    et François Verdier   depuis la mairie et le complexe sportif de Fonbeauzard.
- La ligne 351 du réseau Arc-en-Ciel dessert l'ouest de la ville en reliant la gare routière de Toulouse à Villemur-sur-Tarn.

### Risques majeurs
Le territoire de la commune de Fonbeauzard est vulnérable à différents aléas naturels : météorologiques (tempête, orage, neige, grand froid, canicule ou sécheresse), inondations et séisme (sismicité très faible). Il est également exposé à un risque technologique, la rupture d'un barrage. Un site publié par le BRGM permet d'évaluer simplement et rapidement les risques d'un bien localisé soit par son adresse soit par le numéro de sa parcelle.

#### Risques naturels
Certaines parties du territoire communal sont susceptibles d’être affectées par le risque d’inondation par débordement de cours d'eau, notamment l'Hers-Mort. La commune a été reconnue en état de catastrophe naturelle au titre des dommages causés par les inondations et coulées de boue survenues en 1982, 1999 et 2009,.

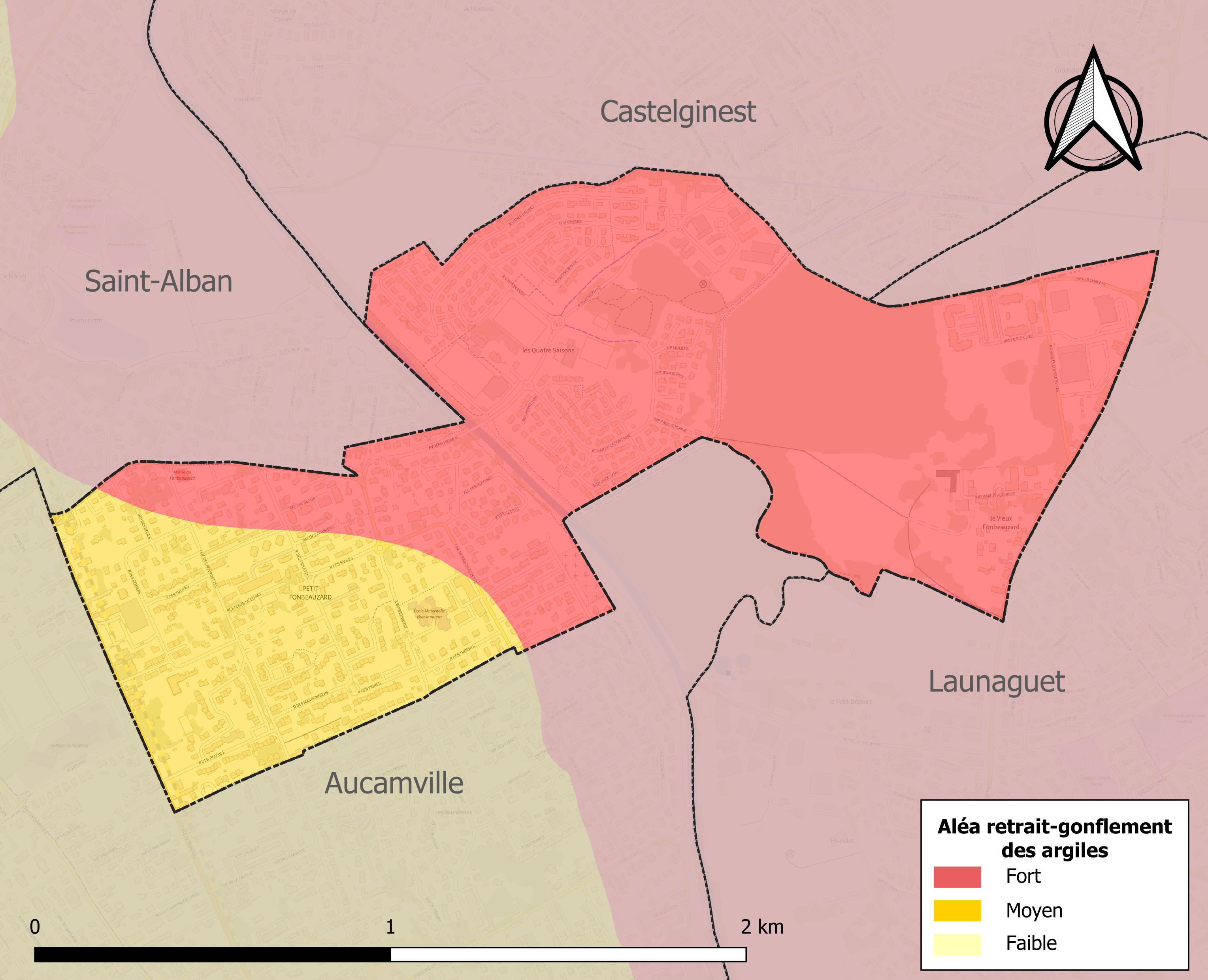
Carte des zones d'aléa retrait-gonflement des sols argileux de Fonbeauzard.

Le retrait-gonflement des sols argileux est susceptible d'engendrer des dommages importants aux bâtiments en cas d’alternance de périodes de sécheresse et de pluie. La totalité de la commune est en aléa moyen ou fort (88,8 % au niveau départemental et 48,5 % au niveau national). Sur les 904 bâtiments dénombrés sur la commune en 2019, 904 sont en aléa moyen ou fort, soit 100 %, à comparer aux 98 % au niveau départemental et 54 % au niveau national. Une cartographie de l'exposition du territoire national au retrait gonflement des sols argileux est disponible sur le site du BRGM,.
Par ailleurs, afin de mieux appréhender le risque d’affaissement de terrain, l'inventaire national des cavités souterraines permet de localiser celles situées sur la commune.
Concernant les mouvements de terrains, la commune a été reconnue en état de catastrophe naturelle au titre des dommages causés par la sécheresse en 1989, 1998, 1999, 2003, 2011, 2016, 2017 et 2020 et par des mouvements de terrain en 1999.

#### Risques technologiques
La commune est en outre située en aval du barrage de l'Estrade sur la Ganguise (département de l'Aude). À ce titre elle est susceptible d’être touchée par l’onde de submersion consécutive à la rupture de cet ouvrage.

## Toponymie

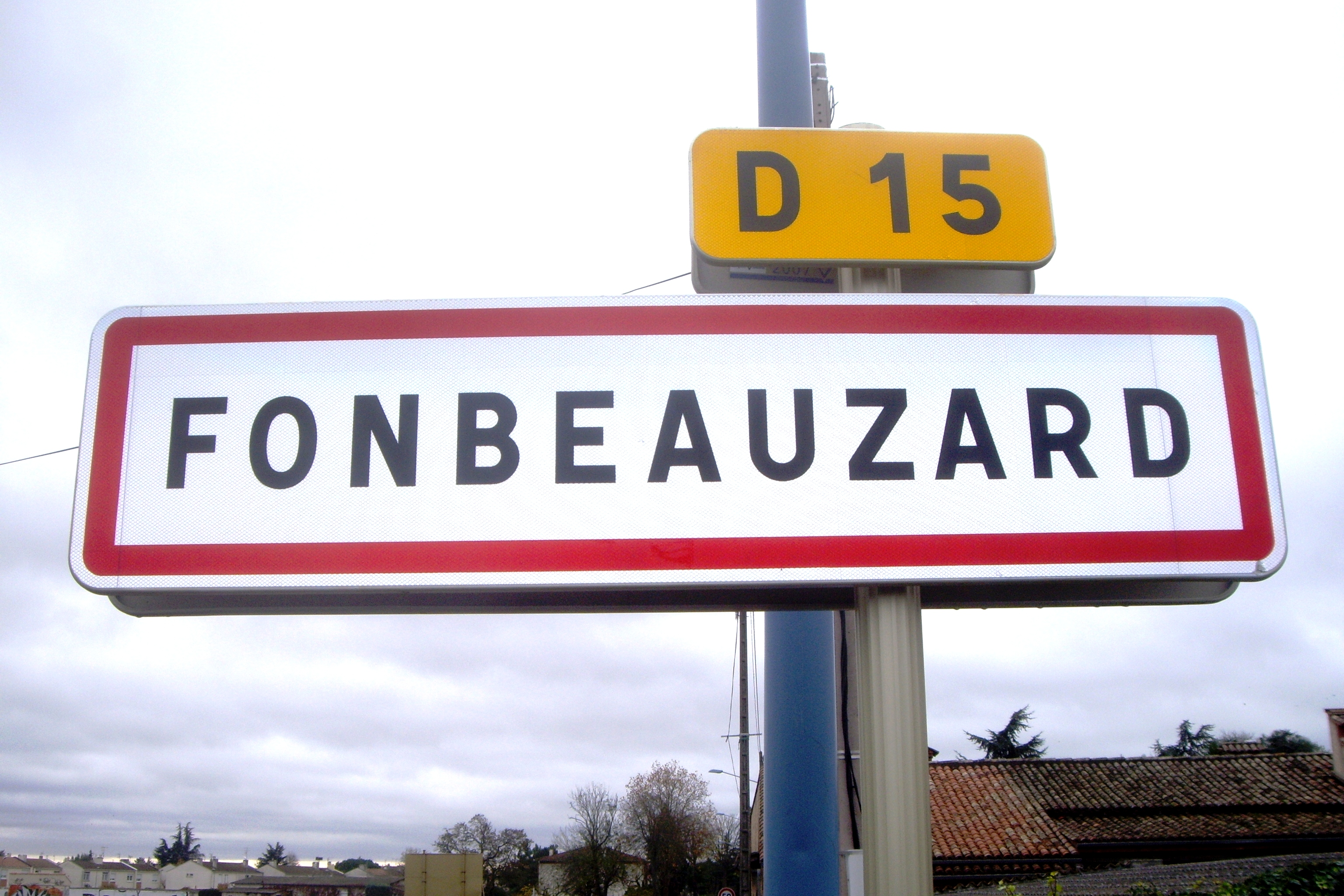
Panneau d'entrée de la commune.

Le 3 décembre 1980, les habitants de Fonbeauzard ont été invités à se prononcer par référendum sur 3 noms (Fontenois / Fontenais / Bauzifontins).
C'est le nom de Bauzifontins qui a été choisi ; il provient de l'étymologie de Fonbeauzard en langue d'Oc : La Fontaine Boisée.

## Histoire
Le château de Fonbeauzard a été issuée par les comtes de Toulouse, c'était une terre noble, avec des privilèges pour ses habitants, ce qui sera toujours reconnu sous l'Ancien Régime, par le pouvoir royal. Peu habitée, elle dépendait alors du village fortifié de Saint-Loup situé sur les coteaux.

Dès le XIIe siècle, à l'époque des croisades, c'est le comte de Toulouse qui a toute souveraineté sur ces lieux ainsi que l’Église. Cherchant à renforcer son pouvoir et sa fortune, pour mieux faire la guerre aux Hérétiques, le comte délègue une partie de ses prérogatives à d'autres seigneurs, ses vassaux. En échange d'un serment de fidélité, le vassal reçoit des terres qui lui sont inféodées, c'est-à-dire confiées avec les pouvoirs de juridiction et de police dans l'étendue du territoire cédé. Le nouveau seigneur ajoute à son nom celui de la terre ainsi acquise. Un document de 1165 rédigé en latin nous apprend que le territoire formant notre actuelle commune était possédé par deux seigneurs : L'un religieux, le Chapitre de Saint Sernin et l'autre laïc, Marfaing de Valségur.

À la fin de l'Ancien Régime, le baron de Fonbeauzard est Joseph de Malaret, officier d'infanterie, colonel major du Régiment de Piémont, sensible à l'esprit des Lumières, il est membre d'une loge maçonnique à Toulouse et possède dans sa bibliothèque l'Encyclopédie de Diderot.

Le fils du dernier du baron mourut à Toulouse en 1846 et son cercueil fut suivi par un cortège de plus de trente mille personnes; son testament a été administré et exécuté par le baron Jean-Théodore de Candie, secrétaire général des Finances, époux de Emma de Martin d'Ayguesvives, vivant tout son état à sa fille unique, Camille de Malaret, recueillit le domaine et le transmit en 1873 à son fils Auguste d'Ayguesvives, député de la Haute-Garonne et Chambellan de Napoléon III.

### Héraldique
|  | Les armoiries de Fonbeauzard se blasonnent ainsi : D'argent à un pin arraché au naturel supporté de deux griffons affrontés d'azur. |

## Politique et administration

### Administration municipale
Le nombre d'habitants au recensement de 2017 étant compris entre 2 500 habitants et 3 499 habitants, le nombre de membres du conseil municipal pour l'élection de 2020 est de vingt-trois,.

### Rattachements administratifs et électoraux
Commune faisant partie de la cinquième circonscription de la Haute-Garonne de Toulouse Métropole et du canton de Castelginest (avant le redécoupage départemental de 2014, Fonbeauzard faisait partie de l'ex-canton de Toulouse-14).

### Liste des maires
Le conseil municipal de Fonbeauzard compte 23 membres dont 6 adjoints au maire,.

## Population et société

### Démographie
| 1793 | 1800 | 1806 | 1821 | 1831 | 1836 | 1841 | 1846 | 1856 |
| ---- | ---- | ---- | ---- | ---- | ---- | ---- | ---- | ---- |
| 77   | 103  | 100  | 100  | 119  | 131  | 144  | 141  | 129  |

| 1861 | 1866 | 1872 | 1876 | 1881 | 1886 | 1891 | 1896 | 1901 |
| ---- | ---- | ---- | ---- | ---- | ---- | ---- | ---- | ---- |
| 144  | 162  | 136  | 130  | 122  | 115  | 129  | 143  | 136  |

| 1906 | 1911 | 1921 | 1926 | 1931 | 1936 | 1946 | 1954 | 1962 |
| ---- | ---- | ---- | ---- | ---- | ---- | ---- | ---- | ---- |
| 129  | 131  | 157  | 154  | 178  | 172  | 195  | 221  | 247  |

| 1968 | 1975 | 1982  | 1990  | 1999  | 2006  | 2008  | 2013  | 2018  |
| ---- | ---- | ----- | ----- | ----- | ----- | ----- | ----- | ----- |
| 278  | 588  | 1 286 | 2 393 | 2 603 | 2 766 | 2 812 | 2 899 | 2 981 |

| 2022  | - | - | - | - | - | - | - | - |
| ----- | - | - | - | - | - | - | - | - |
| 3 086 | - | - | - | - | - | - | - | - |

| selon la population municipale des années : | 1968 | 1975 | 1982 | 1990 | 1999 | 2006 | 2009 | 2013 |
| Rang de la commune dans le département      | 239  | 138  | 86   | 56   | 62   | 66   | 69   | 70   |
| Nombre de communes du département           | 592  | 582  | 586  | 588  | 588  | 588  | 589  | 589  |

#### Commerces
Sur la commune se trouvent 2 centres commerciaux (à l'ouest et à l'est). Un cabinet de médecins généralistes et une pharmacie sont également présents à Fonbeauzard.

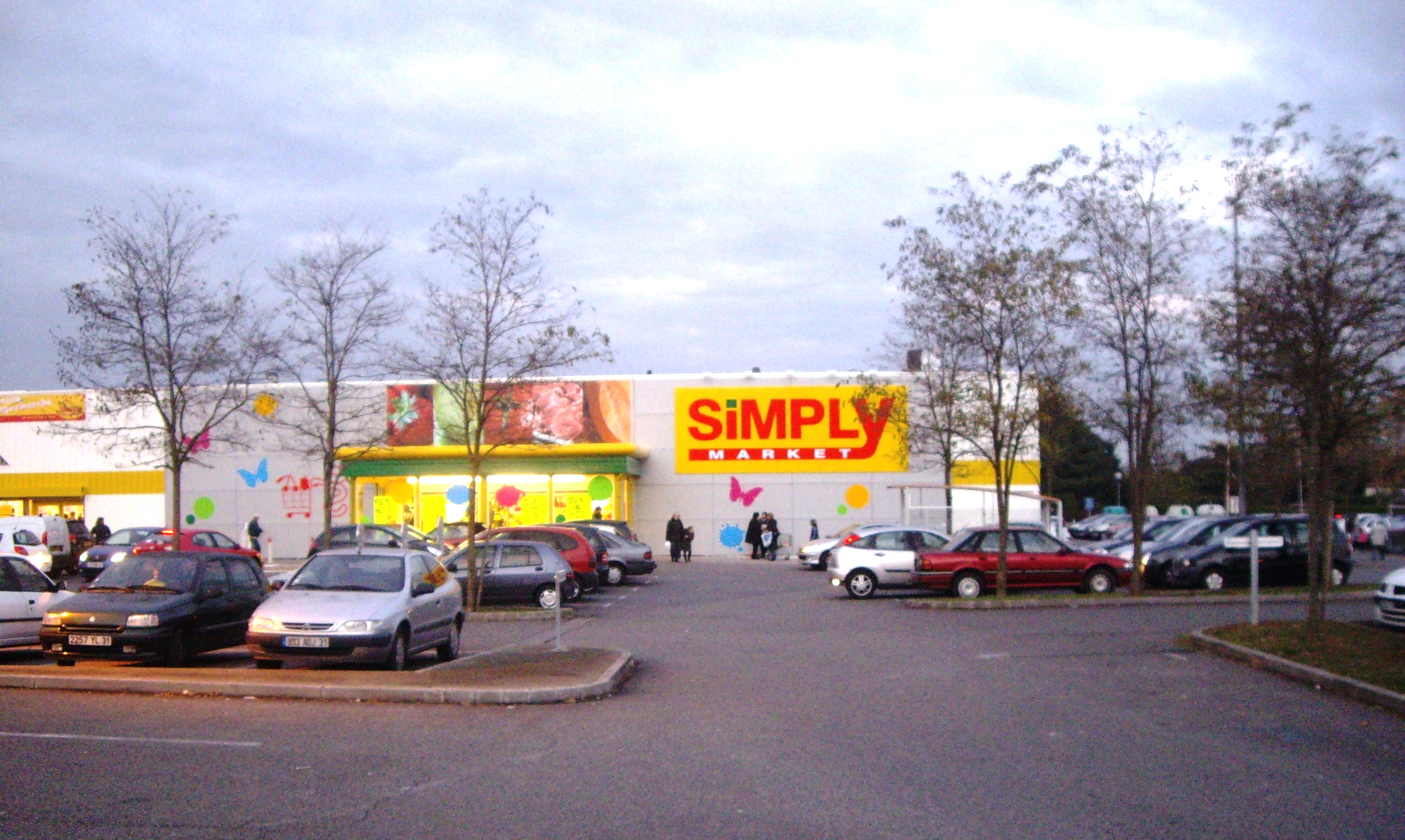
Centre commercial Les Pins.

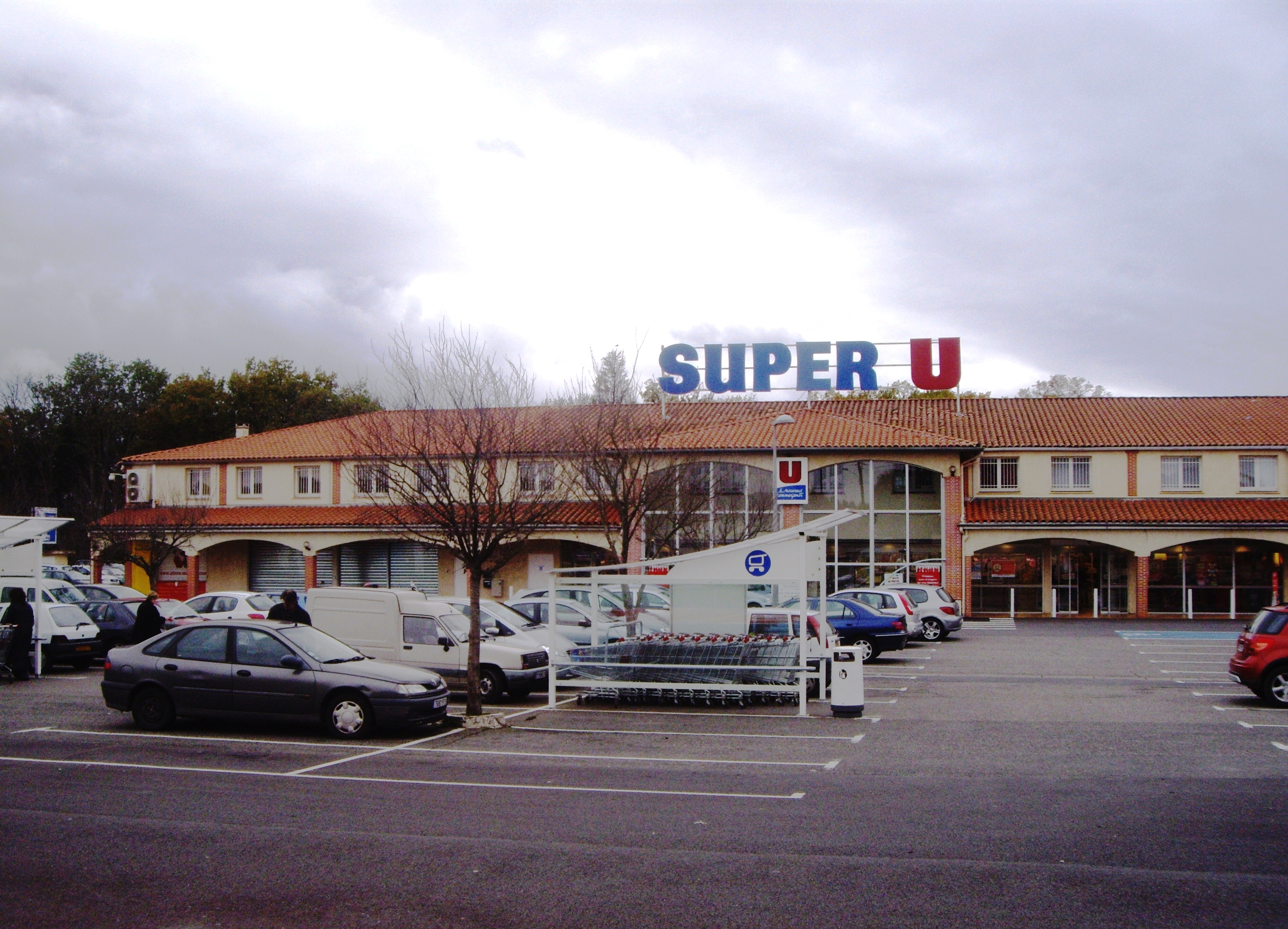
Centre commercial La Pointe.

À l'est du village, sur la zone des 4 saisons, une ZAC a été créée où l'on trouve deux carrossiers, un mécanicien, un magasin d'alimentation animale, une salle de sport avec foot en salle, et une entreprise spécialisée dans le traitement de l'eau.
Ainsi que de futurs locaux professionnels en cours de construction qui feront leurs apparitions fin d'année 2011, auquel s'ajoutera un artisan boulanger, un coiffeur, une esthéticienne, une pizzeria, etc.

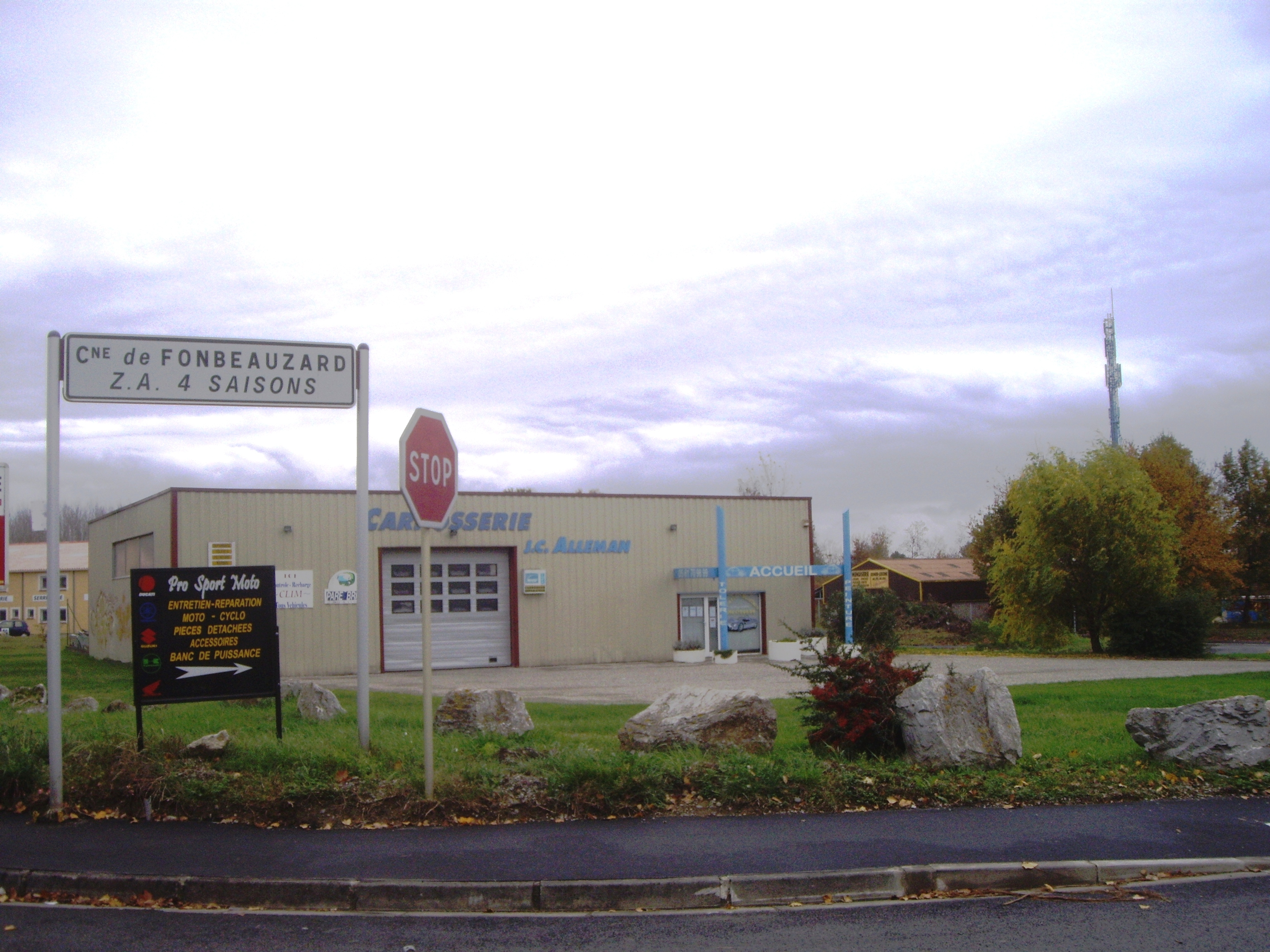
ZAC des 4 saisons à l'est de la commune.

### Associations
La commune compte une trentaine d'associations sportives et culturelles :
- sport : badminton, cyclisme, football, gymnastique, judo, karaté, natation, pétanque, tennis, tae kwon do, tai chi chuan, viet vo dao et volley-ball ;
- socio-culturel : l'amicale des anciens combattants, des donneurs de sang, une section chasse, le comité des fêtes, une troupe de théâtre, le secours nord toulousain, une chorale, etc.

### Sports

#### Installations sportives
Les associations sportives peuvent compter sur de nombreux équipements sportifs mis à la disposition des habitants de la commune : 2 terrains de football, 2 terrains de tennis, 1 terrain de basket-ball, 1 table de ping-pong, 1 boulodrome couvert et 1 autre à l'extérieur.
Les habitants disposent également d'une piscine couverte sur la commune de Saint-Alban (grand bassin et pataugeoire) gérée en intercommunalité avec les communes voisines d'Aucamville, de Castelginest et de Saint-Alban, ainsi qu'un parcours de santé appelé l'hersain.

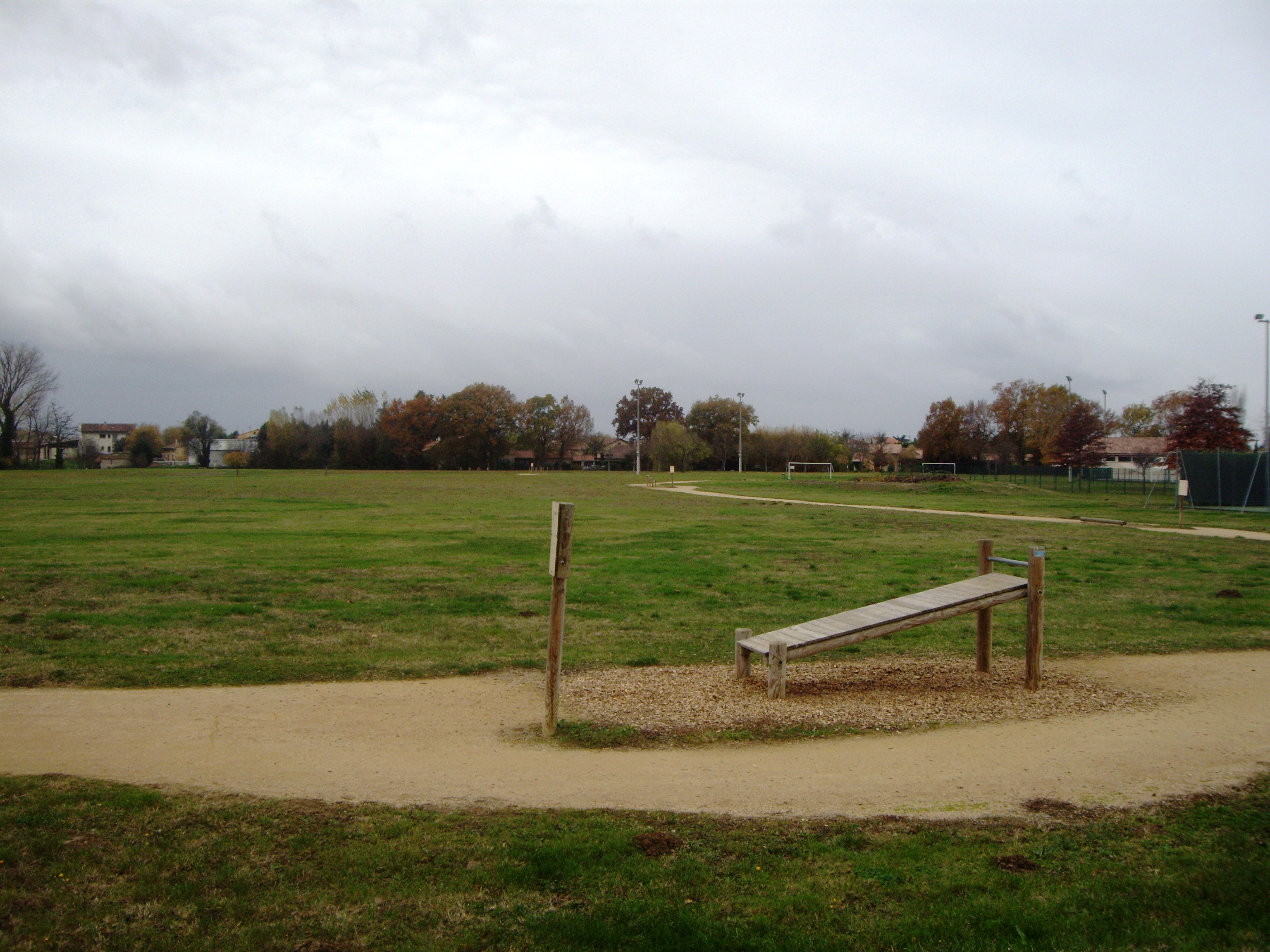
Parcours de santé à l'hersain.
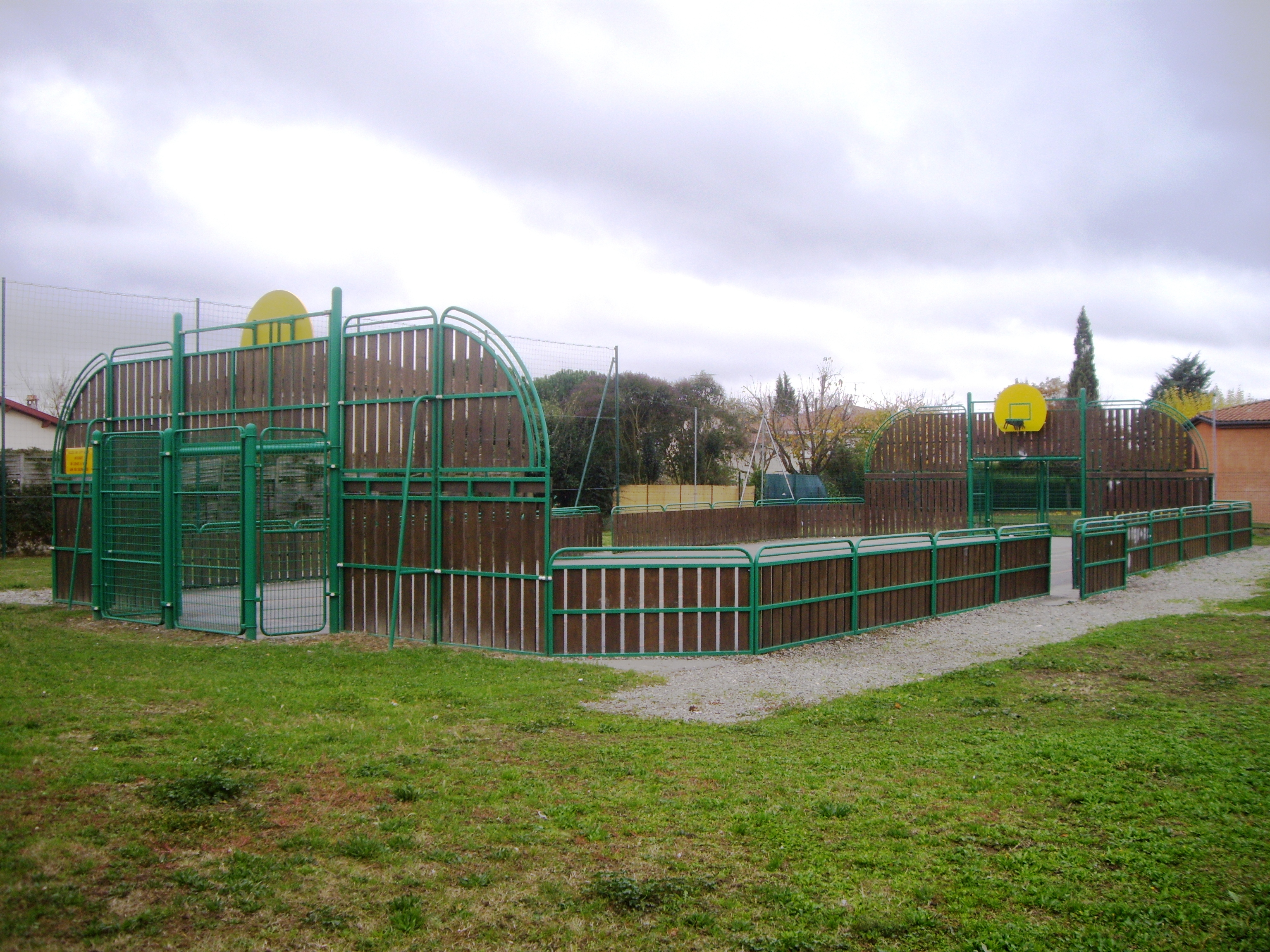
Le city stade.
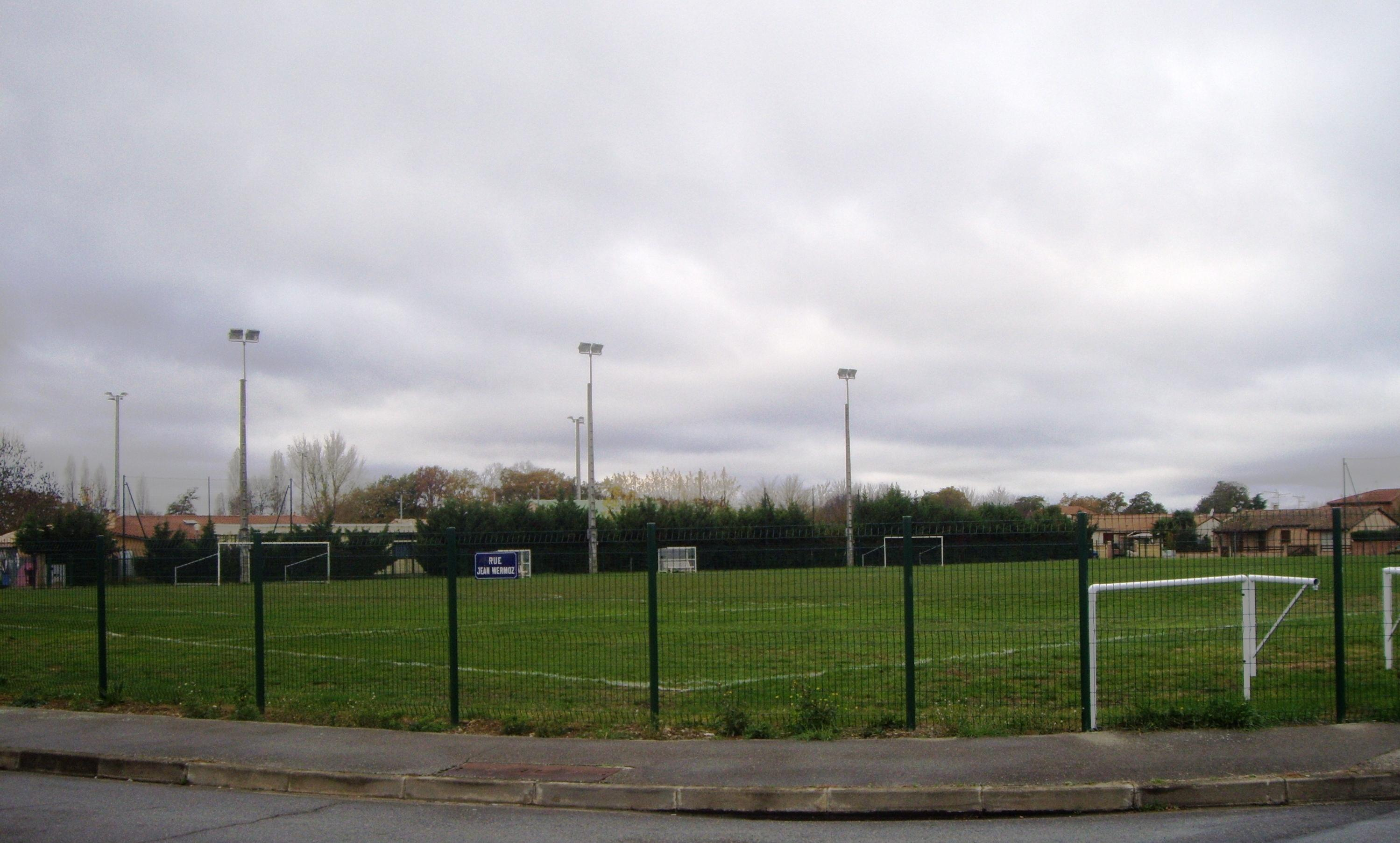
Les terrains de football.
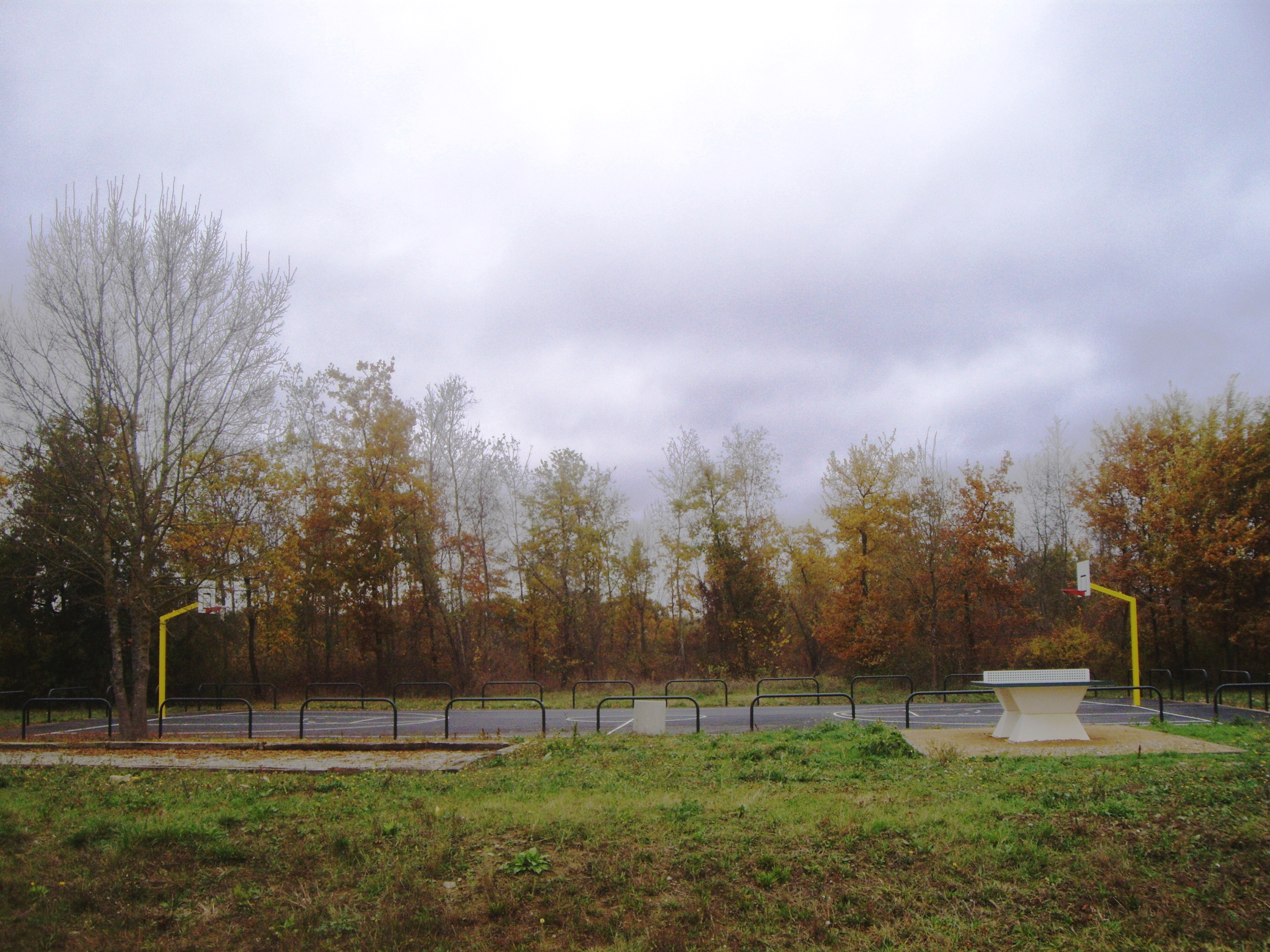
Le terrain de basket-ball, le boulodrome extérieur et la table de ping-pong.
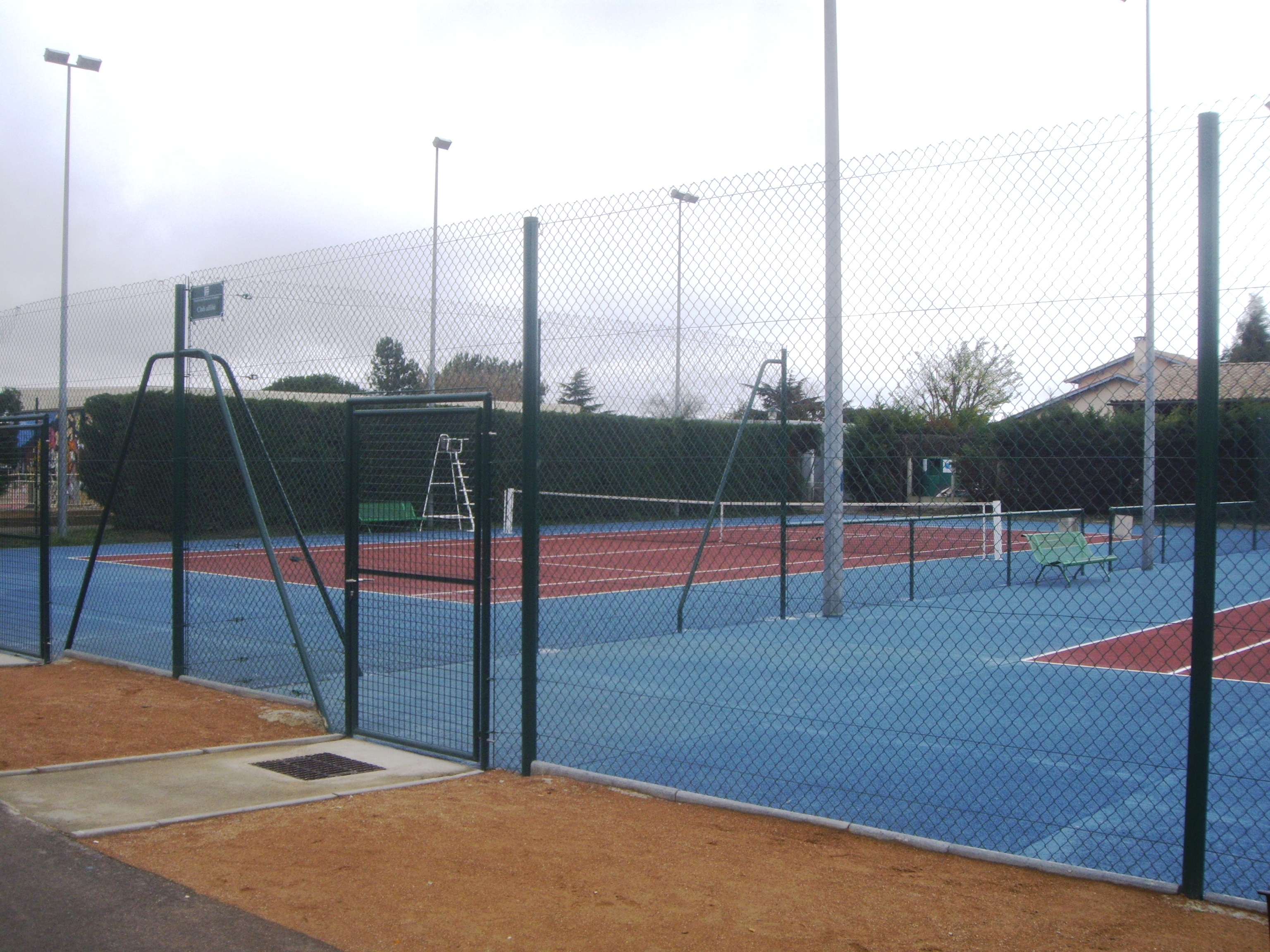
Le terrain de tennis.

### Enseignement
Le groupe scolaire Buissonnière accueille les enfants de la maternelle au primaire et possède également une classe pour l'inclusion scolaire (CLIS) qui accueille des enfants handicapés, âgés de 6 à 12 ans, du secteur nord de l’agglomération toulousaine. Les objectifs visent à intégrer scolairement et non pas seulement socialement un groupe d’enfants déficients intellectuels dans un établissement scolaire ordinaire, avec le souci de rechercher le maximum de points de contact avec les autres élèves de l’école.

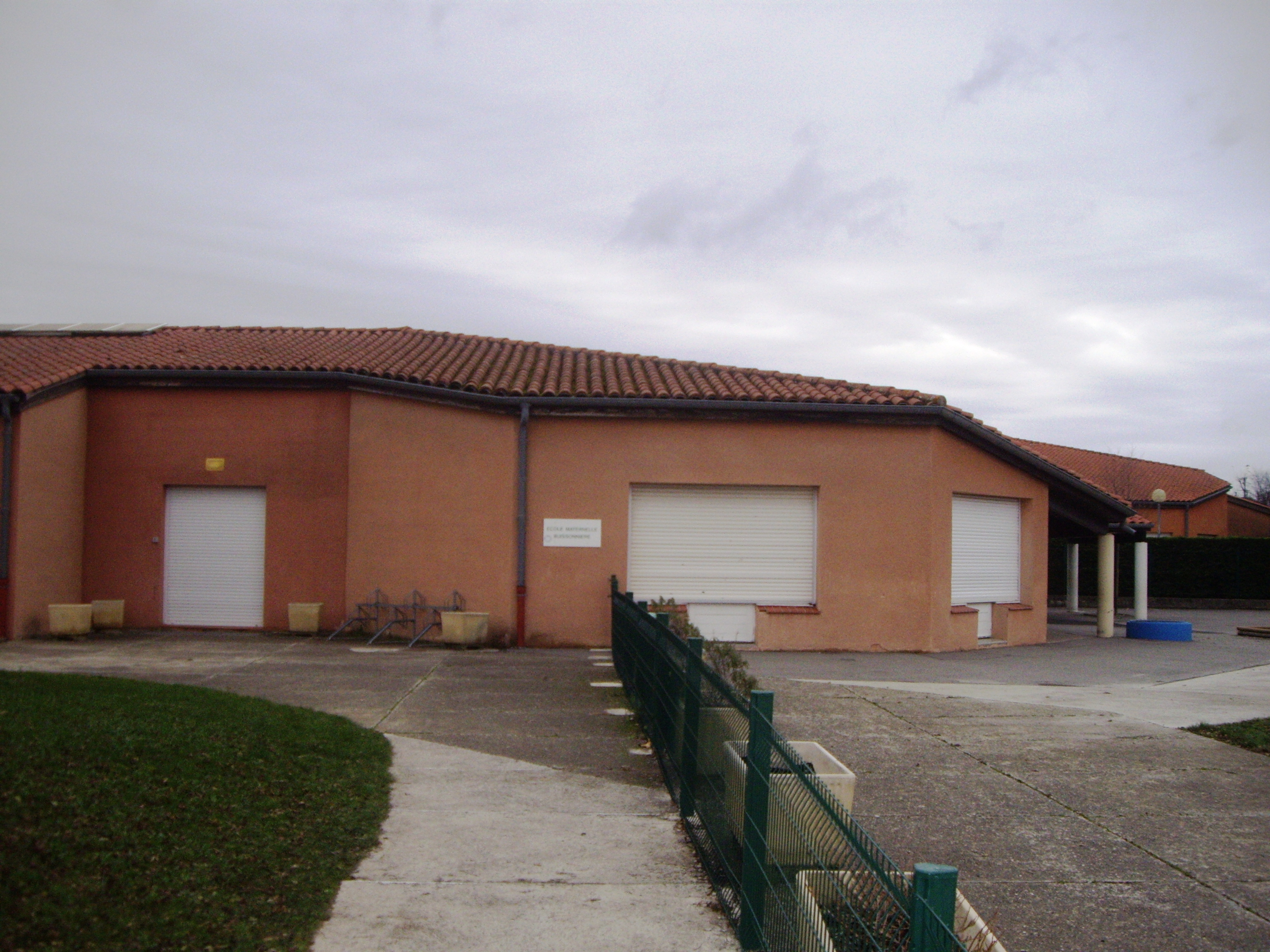
École maternelle Buissonnière.

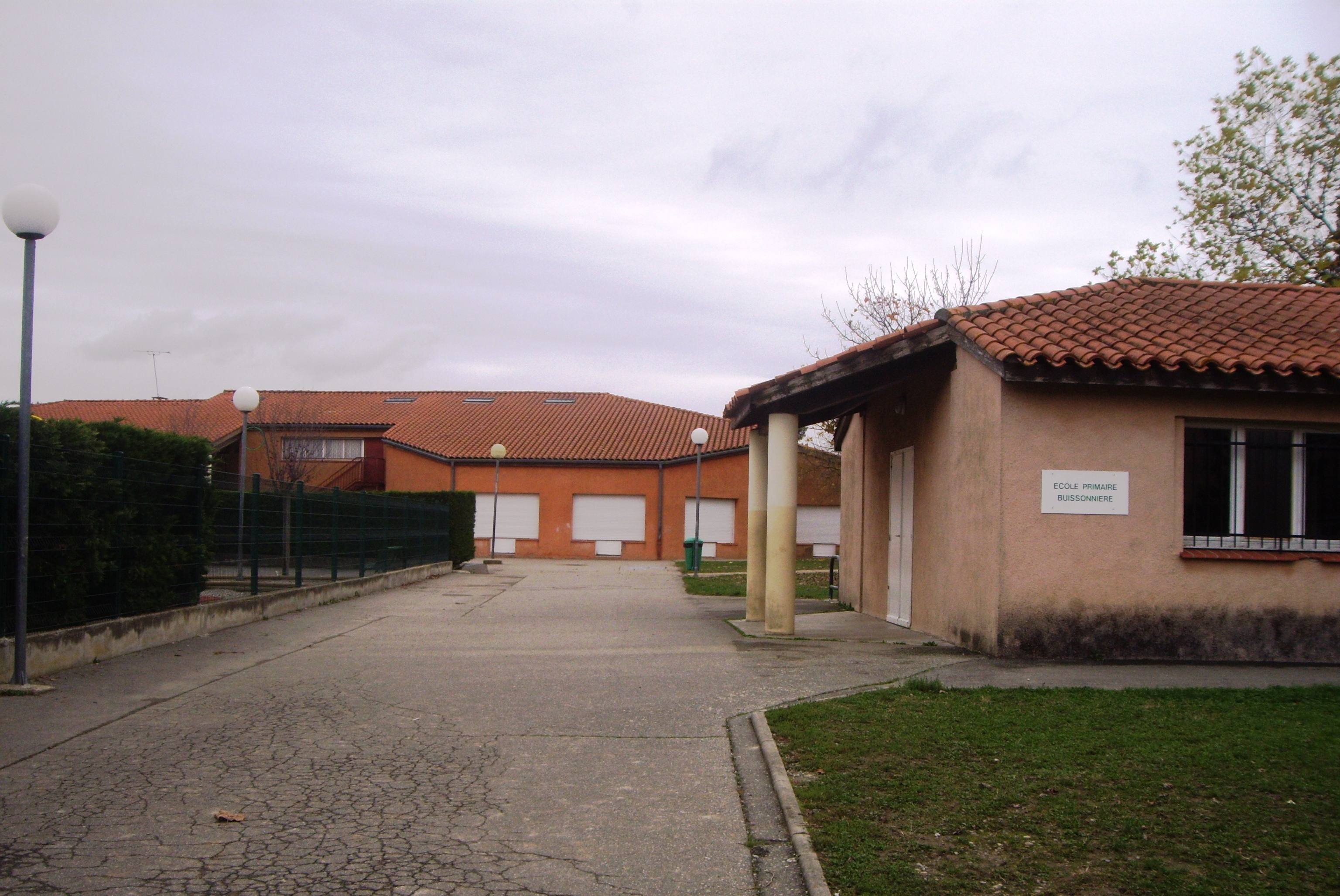
École primaire Buissonnière.

Le groupe scolaire situé à Clairefontaine se consacre désormais à l'accueil des enfants en dehors des périodes scolaires (centre de loisirs).

### Communication
La mairie de Fonbeauzard a mis en place un site internet (cf. liens externes) afin d'informer les habitants sur l'actualité de la commune ; de plus, le journal municipal L'Écho de Fonbeauzard est distribué chaque mois dans les boîtes aux lettres. On y on trouve l'actualité des associations, la présentation de l'équipe municipale ainsi que des brèves, notamment sur l'avancement de certains travaux de voirie.

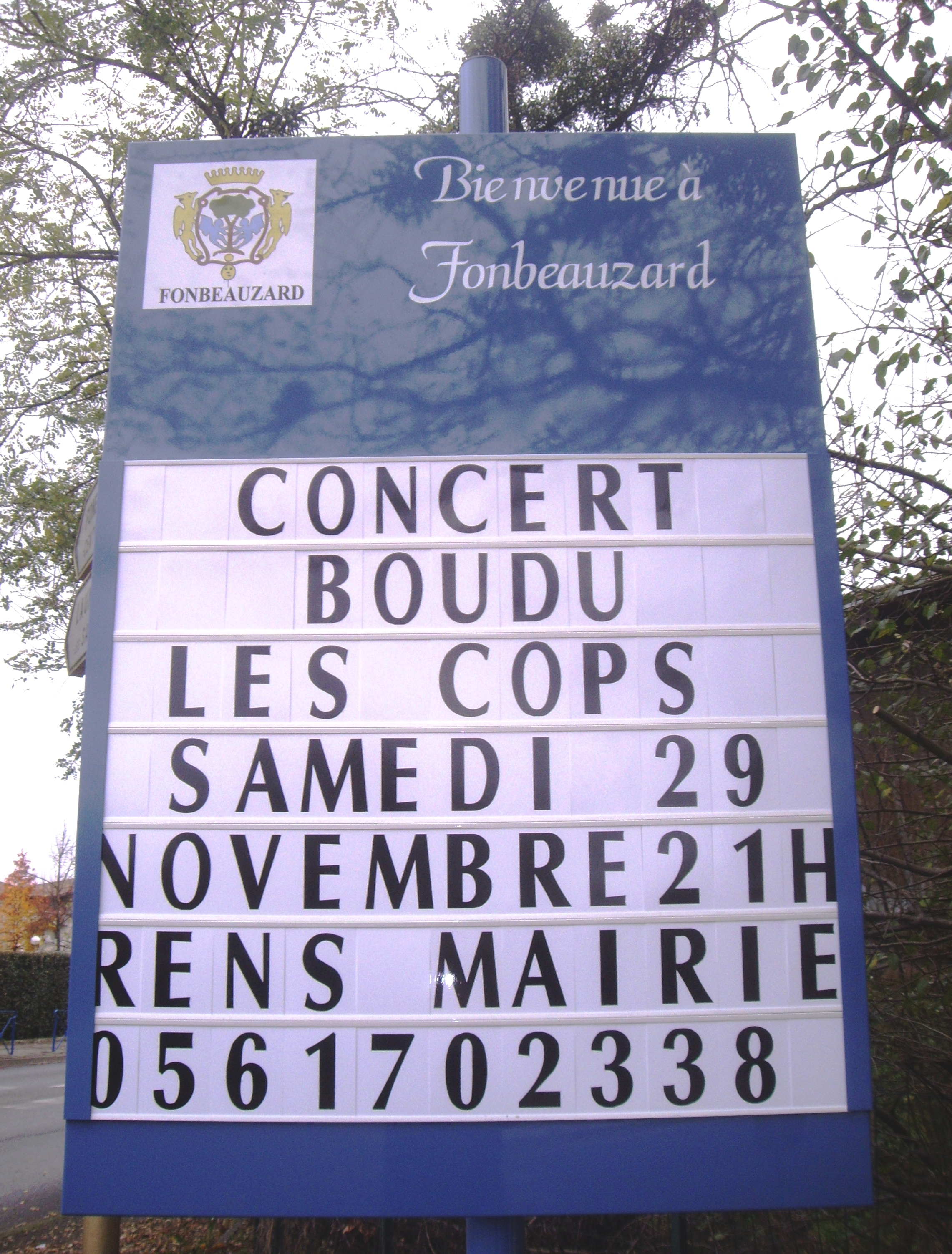
L'un des trois panneaux d'affichage.

Enfin, la municipalité a installé 3 panneaux d'informations (le 1er en entrant par la route de Fronton, le 2e en entrant par le chemin des Bourdettes et le 3e en entrant au vieux-Fonbeauzard).

### Écologie et recyclage
La collecte et le traitement des déchets des ménages et des déchets assimilés ainsi que la protection et la mise en valeur de l'environnement se font dans le cadre de la communauté urbaine de Toulouse Métropole et en partenariat avec l'agence de l'environnement et de la maîtrise de l'énergie.
Une déchèterie est située sur la commune de Saint-Alban.

## Économie

### Revenus
En 2018  (données Insee publiées en septembre 2021), la commune compte 1 399 ménages fiscaux, regroupant 3 011 personnes. La médiane du revenu disponible par unité de consommation est de 22 730 € (23 140 € dans le département). 57 % des ménages fiscaux sont imposés (55,3 % dans le département).

### Emploi
|                | 2008  | 2013  | 2018  |
| -------------- | ----- | ----- | ----- |
| Commune        | 6,1 % | 8,3 % | 9,5 % |
| Département    | 7,7 % | 9,6 % | 9,3 % |
| France entière | 8,3 % | 10 %  | 10 %  |

En 2018, la population âgée de 15 à 64 ans s'élève à 1 978 personnes, parmi lesquelles on compte 80,7 % d'actifs (71,2 % ayant un emploi et 9,5 % de chômeurs) et 19,3 % d'inactifs,. En  2018, le taux de chômage communal (au sens du recensement) des 15-64 ans est supérieur à celui du département, mais inférieur à celui de la France, alors qu'il était inférieur à celui du département et de la France en 2008.
La commune fait partie du pôle principal de l'aire d'attraction de Toulouse,. Elle compte 419 emplois en 2018, contre 389 en 2013 et 377 en 2008. Le nombre d'actifs ayant un emploi résidant dans la commune est de 1 421, soit un indicateur de concentration d'emploi de 29,5 % et un taux d'activité parmi les 15 ans ou plus de 64,8 %.
Sur ces 1 421 actifs de 15 ans ou plus ayant un emploi, 138 travaillent dans la commune, soit 10 % des habitants. Pour se rendre au travail, 85,2 % des habitants utilisent un véhicule personnel ou de fonction à quatre roues, 8,8 % les transports en commun, 4 % s'y rendent en deux-roues, à vélo ou à pied et 2,1 % n'ont pas besoin de transport (travail au domicile).

### Activités

#### Secteurs d'activités
218 établissements sont implantés  à Fonbeauzard au 31 décembre 2019. Le tableau ci-dessous en détaille le nombre par secteur d'activité et compare les ratios avec ceux du département,.
| Secteur d'activité                                                                                        | Commune | Commune | Département |
| Secteur d'activité                                                                                        | Nombre  | %       | %           |
| --- | ------- | ------- | ----------- |
| Ensemble                                                                                                  | 218     | 100 %   | (100 %)     |
| Industrie manufacturière, industries extractives et autres                                                | 7       | 3,2 %   | (5,7 %)     |
| Construction                                                                                              | 23      | 10,6 %  | (12 %)      |
| Commerce de gros et de détail, transports, hébergement et restauration                                    | 65      | 29,8 %  | (25,9 %)    |
| Information et communication                                                                              | 9       | 4,1 %   | (4,1 %)     |
| Activités financières et d'assurance                                                                      | 5       | 2,3 %   | (3,8 %)     |
| Activités immobilières                                                                                    | 6       | 2,8 %   | (4,2 %)     |
| Activités spécialisées, scientifiques et techniques et activités de services administratifs et de soutien | 49      | 22,5 %  | (19,8 %)    |
| Administration publique, enseignement, santé humaine et action sociale                                    | 27      | 12,4 %  | (16,6 %)    |
| Autres activités de services                                                                              | 27      | 12,4 %  | (7,9 %)     |

Le secteur du commerce de gros et de détail, des transports, de l'hébergement et de la restauration est prépondérant sur la commune puisqu'il représente 29,8 % du nombre total d'établissements de la commune (65 sur les 218 entreprises implantées  à Fonbeauzard), contre 25,9 % au niveau départemental.

#### Entreprises et commerces
Les cinq entreprises ayant leur siège social sur le territoire communal qui génèrent le plus de chiffre d'affaires en 2020 sont : 
- Joemi, commerce de détail d'habillement en magasin spécialisé (2 197 k€)
- Secur'it, activités liées aux systèmes de sécurité (1 580 k€)
- Ndea Isolation, travaux d'isolation (1 195 k€)
- Chich, travaux d'étanchéification (808 k€)
- Roche Fils Nettoyage, nettoyage courant des bâtiments (697 k€)

Aucune exploitation agricole ayant son siège dans la commune n'est recensée lors du recensement agricole de 2020 (cinq en 1988),.

## Culture locale et patrimoine

### Lieux et monuments
- Château de Fonbeauzard (privé) : construit sur des caves voûtées (début du XVIIe siècle), entouré de bâtiments agricoles et de parcs et jardins (XIXe siècle)[45]. C'est là, sous les grands arbres centenaires, près de la fontaine médiévale, et sur les prairies bordées de marronniers, de chênes et de figuiers, qu'ont joué les «Petites filles modèles» de la comtesse de Ségur, Camille et Madeleine, lorsqu'elles venaient voir leur grand-mère pendant les vacances[46].

### Personnalités liées à la commune
- Christophe Kempé, international de handball français, licencié au Toulouse Union Handball. Il est champion d'Europe 2006, champion olympique 2008 et champion du monde 2009. Il est également chevalier de la Légion d'honneur. Il habite Fonbeauzard.
- Jacques d'Ayguesvives.